# Neuseeländische Snooker-Meisterschaft
Die neuseeländische Snooker-Meisterschaft ist ein Wettbewerb zur Ermittlung des Landesmeisters in der Billardvariante Snooker in Neuseeland.

## Geschichte
Wie in vielen Ländern des britischen Commonwealth gibt es auch in Neuseeland eine lange Billard- und Snookertradition. Seit dem Ende des Zweiten Weltkriegs ist eine alljährliche nationale Amateurmeisterschaft verzeichnet. 1990 wurde erstmals eine Frauen-Meisterschaft ausgetragen, Jugend- und Seniorenwettbewerbe gibt es dagegen erst seit den 2000er Jahren.

## Titelträger
Rekordtitelträger ist Lance Stout, der zwischen 1948 und 1956 insgesamt 7 Mal Meister wurde. Wie viele Spieler, besonders in den frühen Jahren, war er auch im English Billiards erfolgreich und holte auch da den Titel. Er war 1952 der erste Spieler, der in einem Jahr beide Titel gewann. Außer ihm schafften das nur noch Tom Yesberg (1964) und Lance Napper (1965). Dave Meredith war Ende der 1970er Snookermeister und wurde dann in den 80er und 90er Jahren mit 15 Titeln Rekordtitelträger im Billard. Er ist einer von 5 Spielern mit 4 Snookertiteln. Außer ihm schafften das noch Harry Haenga, sein Sohn Daniel Haenga und Chris McBreen. McBreen spielte eine Saison als Profi auf der Snooker Main Tour. Außer ihm wurde nur ein Meister ebenfalls Profi: Dene O’Kane. Er war mit 17 Jahren auch lange der jüngste Titelträger, bis er 2016 von Louis Chand abgelöst wurde, der bei seinem Sieg ebenfalls 17 Jahre alt, aber noch einmal 17 Tage jünger war. Neben Vater und Sohn Haenga mit 8 „Familientiteln“ gab es noch zwei verwandte Meister: Die Brüder Glen und Dale Kwok wechselten sich von 1981 bis 1984 bei den Titeln ab und holten zusammengenommen 5 Meisterschaften.
In den Hauptquellen sind die Endspielpaarungen nicht vollständig verzeichnet, deshalb ist die folgende Aufstellung unvollständig. Bei Mehrfachsiegern zeigt die hochgestellte Ziffer beim ersten Sieg die Gesamtzahl der Titel an.
| Jahr | Männer                               | Männer                               | Männer                               | Frauen                               | Senioren                             | U21                                  |
| Jahr | Sieger                               | Ergebnis                             | Finalist                             | Frauen                               | Senioren                             | U21                                  |
| ---- | ------------------------------------ | ------------------------------------ | ------------------------------------ | ------------------------------------ | ------------------------------------ | ------------------------------------ |
| 1945 | Sam Moses                            | 4:0                                  | W. Smith                             | nicht ausgetragen                    | nicht ausgetragen                    | nicht ausgetragen                    |
| 1946 | J. Munro                             | unbekannt                            | unbekannt                            | nicht ausgetragen                    | nicht ausgetragen                    | nicht ausgetragen                    |
| 1947 | W. H. Thompson                       | 4:1                                  | W. Whyte                             | nicht ausgetragen                    | nicht ausgetragen                    | nicht ausgetragen                    |
| 1948 | Lance Stout7                         | 4:1                                  | E. V. Roberts                        | nicht ausgetragen                    | nicht ausgetragen                    | nicht ausgetragen                    |
| 1949 | Lance Stout                          | 4:2                                  | J. J. Shepherd                       | nicht ausgetragen                    | nicht ausgetragen                    | nicht ausgetragen                    |
| 1950 | Lance Stout                          | 3:2                                  | D. Hall                              | nicht ausgetragen                    | nicht ausgetragen                    | nicht ausgetragen                    |
| 1951 | N. Lewis                             | 4:0                                  | P. Sincock                           | nicht ausgetragen                    | nicht ausgetragen                    | nicht ausgetragen                    |
| 1952 | Lance Stout                          | unbekannt                            | unbekannt                            | nicht ausgetragen                    | nicht ausgetragen                    | nicht ausgetragen                    |
| 1953 | Lance Stout                          | 4:2                                  | William Hartcourt                    | nicht ausgetragen                    | nicht ausgetragen                    | nicht ausgetragen                    |
| 1954 | R. Franks2                           | 4:3                                  | P. Sincock                           | nicht ausgetragen                    | nicht ausgetragen                    | nicht ausgetragen                    |
| 1955 | Lance Stout                          | 3:2                                  | R. Franks                            | nicht ausgetragen                    | nicht ausgetragen                    | nicht ausgetragen                    |
| 1956 | Lance Stout                          | 4:0                                  | William Hartcourt                    | nicht ausgetragen                    | nicht ausgetragen                    | nicht ausgetragen                    |
| 1957 | William Hartcourt3                   | 4:2                                  | Lance Stout                          | nicht ausgetragen                    | nicht ausgetragen                    | nicht ausgetragen                    |
| 1958 | William Hartcourt                    | 4:0                                  | Kevin Murphy                         | nicht ausgetragen                    | nicht ausgetragen                    | nicht ausgetragen                    |
| 1959 | J. Thomas                            | 4:3                                  | W. Collins                           | nicht ausgetragen                    | nicht ausgetragen                    | nicht ausgetragen                    |
| 1960 | Tom Yesberg2                         | 4:2                                  | R. Franks                            | nicht ausgetragen                    | nicht ausgetragen                    | nicht ausgetragen                    |
| 1961 | R. Franks                            | 4:2                                  | Tom Yesberg                          | nicht ausgetragen                    | nicht ausgetragen                    | nicht ausgetragen                    |
| 1962 | Kevin Murphy                         | 3:2                                  | Brian Kirkness                       | nicht ausgetragen                    | nicht ausgetragen                    | nicht ausgetragen                    |
| 1963 | William Hartcourt                    | 5:3                                  | Kelvin Tristram                      | nicht ausgetragen                    | nicht ausgetragen                    | nicht ausgetragen                    |
| 1964 | Tom Yesberg                          | 4:2                                  | Laurie Glozier                       | nicht ausgetragen                    | nicht ausgetragen                    | nicht ausgetragen                    |
| 1965 | Lance Napper3                        | 4:3                                  | D. Smiler                            | nicht ausgetragen                    | nicht ausgetragen                    | nicht ausgetragen                    |
| 1966 | Lance Napper                         | 4:1                                  | William Hartcourt                    | nicht ausgetragen                    | nicht ausgetragen                    | nicht ausgetragen                    |
| 1967 | Robert Flutey                        | 4:1                                  | Lance Napper                         | nicht ausgetragen                    | nicht ausgetragen                    | nicht ausgetragen                    |
| 1968 | Lance Napper                         | 4:2                                  | B. Clapham                           | nicht ausgetragen                    | nicht ausgetragen                    | nicht ausgetragen                    |
| 1969 | Laurie Glozier                       | 4:2                                  | Lance Napper                         | nicht ausgetragen                    | nicht ausgetragen                    | nicht ausgetragen                    |
| 1970 | Kelvin Tristram3                     | 4:3                                  | Robert Flutey                        | nicht ausgetragen                    | nicht ausgetragen                    | nicht ausgetragen                    |
| 1971 | Brien Bennett                        | 4:2                                  | Winston Hill                         | nicht ausgetragen                    | nicht ausgetragen                    | nicht ausgetragen                    |
| 1972 | Norman Stockman                      | 4:2                                  | Selwyn Rota                          | nicht ausgetragen                    | nicht ausgetragen                    | nicht ausgetragen                    |
| 1973 | Winston Hill                         | 4:3                                  | Kelvin Tristram                      | nicht ausgetragen                    | nicht ausgetragen                    | nicht ausgetragen                    |
| 1974 | Kelvin Tristram                      | 4:0                                  | Norman Stockman                      | nicht ausgetragen                    | nicht ausgetragen                    | nicht ausgetragen                    |
| 1975 | Kelvin Tristram                      | 4:3                                  | Lance Napper                         | nicht ausgetragen                    | nicht ausgetragen                    | nicht ausgetragen                    |
| 1976 | Dale Kwok3                           | 4:3                                  | Peter Mischefski                     | nicht ausgetragen                    | nicht ausgetragen                    | nicht ausgetragen                    |
| 1977 | Dave Meredith4                       | 4:1                                  | Jack Kawana                          | nicht ausgetragen                    | nicht ausgetragen                    | nicht ausgetragen                    |
| 1978 | Dave Meredith                        | 4:1                                  | Lou Adams                            | nicht ausgetragen                    | nicht ausgetragen                    | nicht ausgetragen                    |
| 1979 | Dave Meredith                        | 5:3                                  | Brian Kirkness                       | nicht ausgetragen                    | nicht ausgetragen                    | nicht ausgetragen                    |
| 1980 | Dene O’Kane                          | 4:1                                  | Peter Mischefski                     | nicht ausgetragen                    | nicht ausgetragen                    | nicht ausgetragen                    |
| 1981 | Glen Kwok2                           | 4:3                                  | Clint Polomalu                       | nicht ausgetragen                    | nicht ausgetragen                    | nicht ausgetragen                    |
| 1982 | Dale Kwok                            | 4:0                                  | Dillard Allen                        | nicht ausgetragen                    | nicht ausgetragen                    | nicht ausgetragen                    |
| 1983 | Dale Kwok                            | 4:3                                  | Harry Haenga                         | nicht ausgetragen                    | nicht ausgetragen                    | nicht ausgetragen                    |
| 1984 | Glen Kwok                            | 4:1                                  | Steve Robertson                      | nicht ausgetragen                    | nicht ausgetragen                    | nicht ausgetragen                    |
| 1985 | Peter de Groot                       | 6:3                                  | Harry Haenga                         | nicht ausgetragen                    | nicht ausgetragen                    | nicht ausgetragen                    |
| 1986 | Dave Meredith                        | 6:1                                  | Robert Karaitiana                    | nicht ausgetragen                    | nicht ausgetragen                    | nicht ausgetragen                    |
| 1987 | Steve Robertson3                     | 6:3                                  | Bruce Anderson                       | nicht ausgetragen                    | nicht ausgetragen                    | nicht ausgetragen                    |
| 1988 | Steve Robertson                      | 8:7                                  | Grant Hayward                        | nicht ausgetragen                    | nicht ausgetragen                    | nicht ausgetragen                    |
| 1989 | Steve Robertson                      | 8:6                                  | Harry Haenga                         | nicht ausgetragen                    | nicht ausgetragen                    | nicht ausgetragen                    |
| 1990 | Bruce Anderson                       | 8:4                                  | Harry Haenga                         | Lorraine Field                       | nicht ausgetragen                    | nicht ausgetragen                    |
| 1991 | Roy Young2                           | 8:2                                  | Steve Robertson                      | Lorraine Field                       | nicht ausgetragen                    | nicht ausgetragen                    |
| 1992 | Harry Haenga4                        | unbekannt                            | unbekannt                            | Lorraine Field                       | nicht ausgetragen                    | nicht ausgetragen                    |
| 1993 | Roy Young                            | unbekannt                            | unbekannt                            | unbekannt                            | nicht ausgetragen                    | nicht ausgetragen                    |
| 1994 | Wyn Belmont                          | unbekannt                            | unbekannt                            | Lorraine Field                       | nicht ausgetragen                    | nicht ausgetragen                    |
| 1995 | Harry Haenga                         | unbekannt                            | unbekannt                            | Lorraine Field                       | nicht ausgetragen                    | nicht ausgetragen                    |
| 1996 | Chris McBreen4                       | 8:4                                  | Steve Robertson                      | Lorraine Field                       | nicht ausgetragen                    | nicht ausgetragen                    |
| 1997 | Richard Muehlauer                    | 8:6                                  | Mark Canovan                         | Lorraine Field                       | nicht ausgetragen                    | nicht ausgetragen                    |
| 1998 | Daniel Haenga4                       | unbekannt                            | unbekannt                            | Lorraine Field                       | nicht ausgetragen                    | nicht ausgetragen                    |
| 1999 | Daniel Haenga                        | 8:4                                  | Chris McBreen                        | Lorraine Field                       | nicht ausgetragen                    | nicht ausgetragen                    |
| 2000 | Daniel Haenga                        | 8:7                                  | Harry Haenga                         | Lorraine Field                       | nicht ausgetragen                    | Ben Farnworth                        |
| 2001 | Daniel Haenga                        | 8:5                                  | Alastair Davidson                    | unbekannt                            | nicht ausgetragen                    | Chris Fabish                         |
| 2002 | Chris McBreen                        | 8:6                                  | Henry Killian                        | Temple Geayley                       | nicht ausgetragen                    | Scott Farnworth                      |
| 2003 | Mark Canovan4                        | 8:7                                  | Harry Haenga                         | Temple Geayley                       | nicht ausgetragen                    | Eiran Bailey                         |
| 2004 | Mark Canovan                         | 8:6                                  | Daniel Haenga                        | Ramona Belmont                       | Dene O’Kane                          | Jason Todd                           |
| 2005 | Harry Haenga                         | 8:2                                  | Wyn Belmont                          | Ramona Belmont                       | Wyn Belmont                          | David Meier-Bailey                   |
| 2006 | Chris McBreen                        | unbekannt                            | unbekannt                            | unbekannt                            | Henry Killian                        | David Meier-Bailey                   |
| 2007 | Chris McBreen                        | 8:5                                  | Mark Canovan                         | Ramona Belmont                       | Henry Killian                        | David Meier-Bailey                   |
| 2008 | Harry Haenga                         | 8:6                                  | Wyn Belmont                          | unbekannt                            | Dene O’Kane                          | David Meier-Bailey                   |
| 2009 | Chris Maltby2                        | 8:7                                  | Chris McBreen                        | unbekannt                            | Henry Killian                        | David Meier-Bailey                   |
| 2010 | Chris Maltby                         | 8:7                                  | Gary Gillard                         | unbekannt                            | Harry Haenga                         | Ryan Knott                           |
| 2011 | Bayden Jackson2                      | 8:7                                  | Chris Maltby                         | Ramona Belmont                       | Dene O’Kane                          | Lee Paul                             |
| 2012 | Henry Killian3                       | 8:6                                  | Steve Robertson                      | unbekannt                            | unbekannt                            | Rogan Beedle                         |
| 2013 | Henry Killian                        | 8:4                                  | Chris Maltby                         | Nita Clarkson                        | Dene O’Kane                          | Sam Bond                             |
| 2014 | Mark Canovan                         | 6:3                                  | Paul Bason                           | Molrudee Kasemchaiyanan              | Henry Killian                        | Louis Chand                          |
| 2015 | Henry Killian                        | 8:4                                  | Bayden Jackson                       | Kimberley Cullen                     | unbekannt                            | Louis Chand                          |
| 2016 | Louis Chand                          | 8:5                                  | Matthew Scarborough                  | Agnes Kimura                         | Paul Bason                           | Mikey Stewart                        |
| 2017 | Baydon Jackson                       | 7:4                                  | Matthew Scarborough                  | Tara Jackson                         | unbekannt                            | Healey White                         |
| 2018 | Deepak Bala2                         | 6:5                                  | Shannon Swain                        | Tara Jackson                         | Mark Hannah                          | Mario Hildred                        |
| 2019 | Shannon Swain2                       | 8:4                                  | Matthew Scarborough                  | Tara Jackson                         | Bayden Jackson                       | Cody Turner                          |
| 2020 | Mark Canovan                         | 6:3                                  | Bayden Jackson                       | Kimberley Cullen                     | Vice Tate                            | keine Austragung                     |
| 2021 | keine Austragung (COVID-19-Pandemie) | keine Austragung (COVID-19-Pandemie) | keine Austragung (COVID-19-Pandemie) | keine Austragung (COVID-19-Pandemie) | keine Austragung (COVID-19-Pandemie) | keine Austragung (COVID-19-Pandemie) |
| 2022 | Shannon Swain                        | 6:3                                  | Deepak Bala                          | Kimberley Cullen                     | Ian Muir                             | Blane Watson                         |
| 2023 | Deepak Bala                          | 6:5                                  | Lawrence Millington                  | Denise Wilkinson                     | Mark Hannah                          | Cody Unkovich                        |
| 2024 | Adam Lilley                          | 6:0                                  | Ian Muir                             | Denise Wilkinson                     | Ian Muir                             | Bryson McKenzie                      |
| 2025 | noch nicht ausgetragen               | noch nicht ausgetragen               | noch nicht ausgetragen               | Maria Paul-Bennett                   | Bayden Jackson                       | keine Austragung                     |